# Détroit de Long
Le détroit de Long (en russe : пролив Лонга; Proliv Longa), est un détroit de l'Extrême-Orient russe situé entre la mer de Sibérie orientale et la mer des Tchouktches

## Géographie
Le détroit sépare l'île Wrangel de la côte sibérienne. Il s'étend sur une longueur de 128 km pour une largeur maximale de 141 km entre le cap Blossom à l'extrémité sud-ouest de l'île Wrangel et le cap Yakan à 65 km à l'est du cap Billings (Tchoukotka).

## Histoire
Il reçoit son nom de Thomas Long qui le premier en fit le relevé en 1867 lorsqu'il découvrit l'île Wrangel,,,.
De nombreuses encyclopédies font erreur, erreur souvent reprise dans de nombreux ouvrages, en attribuant son nom à George Washington De Long en raison de l'homonymie des noms et par le fait que le navire de De Long, la Jeannette fut pris par les glaces au nord-est de l'île Wrangel, dans le détroit, en septembre 1879.